# Vedžib
Vedžib  je rijeka u istočnoj Etiopiji, jedan od većih pritoka rijeke Ganale Doria.
Izvire na padinama masiva Bale istočno od grada Goba u regiji Oromija i nakon toga teče jedan kilometar kroz špilju Sof Omar. Zatim teče prema jugoistoku do svog ušća u rijeku Ganale Doria u regiji Somali.